# Madrigal del Monte
Pour les articles homonymes, voir Madrigal (homonymie).
Madrigal del Monte est une commune d'Espagne dans la communauté autonome de Castille-et-León, province de Burgos. Elle s'étend sur 26,88 km2 et comptait environ 176 habitants en 2011.